# Reforma Gabo
La Reforma Gabo, també anomenada Reforma Kabo, descriu unes reformes radicals suggerides al govern de Corea, que comencen el 1894 i conclouen el 1896, durant el regnat de Gojong de Corea, en resposta a la Revolució camperola del Donghak. Els historiadors debaten el grau d'influència japonesa en aquest programa, així com el seu efecte per a modernitzar l'estat.
El substantiu Gabo (갑오) prové del nom de l'any 1894 en el tradicional cicle sexagesimal xinés per a comptar el temps.

## Antecedents
El desordre i la corrupció en el govern coreà, sobretot en les tres àrees principals d'ingressos (impostos a la terra, servei militar i sistema de graners estatals) suposaven un greu pes sobre els llauradors coreans.
Cal destacar la corrupció dels funcionaris autòctons (hyangi), que podien comprar els  càrrecs d'administradors i encobrir les seues depredacions contra els llauradors recorrent a estratagemes burocràtics. Les famílies Yangban, abans molt respectades per la seua condició nobiliària, foren cada vegada més vistes com un estrat social a penes per sobre dels plebeus, els membres dels quals no estaven disposats a complir amb les seues responsabilitats envers les seues comunitats.
A causa de la creixent corrupció del govern, el bandolerisme dels desposseïts (com ara els bandits muntats, o hwajok, i els pirates, o sujok), i també l'abús dels militars, molts vilatans pobres van ajuntar els recursos, com ara terres, eines i habilitats de producció per a poder sobreviure.
Tot i que el govern havia abolit l'esclavitud i havia cremat els registres el 1801, un nombre cada vegada major de pagesos i llauradors s'anava afiliant a "associacions d'assistència mútua". Algunes institucions com les missions catòliques i protestants, amb la naturalesa igualitària dels seus ensenyaments, guanyaren adeptes entre els yangban, tot i que en general en les àrees urbanes i no tant en les rurals.
De major influència foren els ensenyaments religiosos de Choi Je-o (최제우, 崔濟愚, 1824-1864) denominats Donghak o 'Aprenentatge Oriental', que es van fer populars sobretot a les zones rurals. Es van promoure temes d'exclusió (d'influències estrangeres), nacionalisme, salvació i consciència social, per a permetre que els llauradors analfabets comprenguessen els conceptes i els acceptasen més fàcilment.
Choi, com molts coreans, estava alarmat per la intrusió del cristianisme i l'ocupació anglofrancesa de Pequín durant la Segona Guerra de l'opi. Creia que la millor manera de contrarestar la influència estrangera a Corea era introduir reformes democràtiques i drets humans impulsats des de dins. El nacionalisme i la reforma social tocaren una fibra sensible entre les guerrilles pageses i el Donghak s'estengué per tot Corea. Els revolucionaris progressistes organitzaren els camperols en una estructura cohesiva. Detingut el 1863 després de l'aixecament de Chinju dirigit per Yu Kye-cheun, Choi fou acusat d'"enganyar el poble i sembrar discòrdia en la societat". Choi fou decapitat el 1864, i això feu que molts dels seus seguidors s'amagassen a les muntanyes i es prolongàs el sofriment del poble coreà.
El rei Gojong (r. 1864-1910), pujat al tron a l'edat de dotze anys, succeí a Cheolchong (r. 1849-1863). El pare del rei Gojong, Heungseon Daewongun (Yi Ha-ung; 1820-1898), governà com a regent de facto i introduí una reforma àmplia per a enfortir l'administració central. Entre altres mesures, n'hi havia la de transformar el sistema de govern heretat per unes poques famílies poderoses amb l'adopció d'un sistema de mèrits per als nomenaments oficials.
A més, les seowon (acadèmies privades), que amenaçaven a fer un sistema paral·lel al govern corrupte i gaudien de privilegis especials i grans propietats de terra, foren reprimides amb impostos, malgrat l'acèrrima oposició dels erudits confucians. La decisió, però, de reconstruir els edificis del conjunt palatí i finançar-los amb més impostos a la població provocà que els intents de reforma de Heungseon Daewongun xocassen amb l'oposició dels tres sectors més importants que feien costat al govern: l'elit governant, els erudits confucians i la població. Heungseon Daewongun fou acusat el 1873 pels partidaris de l'emperadriu Myeongseong de Joseon i obligat a deixar el poder.
El 27 de febrer del 1876 se signà el Tractat de Kanghwa entre Japó i Corea, també conegut al Japó com a Tractat d'Amistat Japonés-Coreà (Nitchō-shūkōjōki, 日朝修好条規), (en hangul, 강화도조약; en hanja, 江華島條約; romanització revisada del coreà, Ganghwado joyak). Es va dissenyar per a obrir Corea al comerç japonés, i els drets atorgats al Japó pel tractat eren semblants als atorgats a les potències europees al Japó després de la visita del comodor Matthew Perry al 1854. El tractat posà fi a l'estatus de Corea com a protectorat de la Xina, obligà a obrir tres ports coreans al comerç japonés, i atorgà drets extraterritorials als ciutadans japonesos. Fou un tractat desigual signat sota la coacció de l'Incident d'Unyo del 1875 (diplomàcia de les canoneres).
Daewongun continuà oposant-se a qualsevol concessió al Japó o als europeus, i ajudà a organitzar el motí de l'incident d'Imo del 1882, un esclat antijaponés contra l'emperadriu i els seus aliats. Motivades pel ressentiment que causava el tracte preferencial donat a les tropes recentment entrenades, les forces de Daewongun, o "vells militars", van matar oficials d'ensinistrament japonesos i atacaren la legació japonesa. Durant aquests fets, també van morir diplomàtics japonesos, policies, estudiants, i alguns membres del clan Min.
Daewongun es reinstaurà breument en el poder, i fou conduït per la força a la Xina per tropes xineses enviades a Seül per a evitar aldarulls més greus. A l'agost del 1882, pel Tractat de Chemulpo (Tractat Japó-Corea del 1882), el govern coreà indemnitzà les famílies de les víctimes japoneses, va pagar una reparació al govern japonés de 500.000 iens i va permetre que una companyia de guàrdies japonesos restàs en la legació japonesa de Seül.
La lluita entre els seguidors de Daewongun i els de l'emperadriu es complicà més per la competència d'una facció independentista coreana coneguda com a Partit Progressista (Kaehwadang), així com per la facció conservadora. Els primers cercaven el suport del Japó, i els segons feien el mateix amb la Xina. El 4 de desembre del 1884, el grup independentista coreà, ajudat pels japonesos, donà un cop d'estat (Kapsin Chongbyon) i establí un govern projaponés sota el rei regnant, dedicat a la independència de Corea respecte de la sobirania xinesa.
Tanmateix, aquest estat de coses fou de curta durada, perquè els funcionaris coreans conservadors van sol·licitar l'ajuda de les forces xineses estacionades a Corea. El cop fou sufocat per tropes xineses i una torba coreana va matar tant oficials japonesos com residents japonesos en represàlia. Alguns dirigents independentistes, inclòs Kim Okgyun, van fugir al Japó, mentre que altres en foren executats.
L'esclat de la Revolució camperola Donghak del 1894 va donar un pretext per a la intervenció militar directa del Japó en els afers coreans. En un intent de rescabalar-se d'una llarga història de penúries i corrupció, algunes faccions de la població camperola coreana es van unir i es rebel·laren contra l'administració coreana. A l'abril del 1894 el govern coreà demanà ajut a la Xina per a posar fi a la revolta de Donghak. En resposta, els dirigents japonesos, citant com a pretext una violació de la Convenció de Tientsin, van decidir intervenir militarment per a reptar la Xina, i aquesta demanà al Japó que en retiràs les tropes; el Japó s'hi negà i va proposar que els Qing i el Japó es coordinassen per a reformar el govern coreà. Els Qing s'hi van negar.
El 3 de maig del 1894 1.500 soldats de la Dinastia Qing van aparéixer a Inchon. El mateix dia, 6.000 soldats japonesos també van desembarcar a Inchon, i açò fou el començament de la Guerra Sino-japonesa. El Japó va deposar el govern coreà i hi instal·là un nou govern al qual va exigir abandonar la protecció dels Qing i començà un programa de reformes. El Japó va guanyar la Primera Guerra sino-japonesa i la Xina signà el Tractat de Shimonoseki el 1895. Entre altres estipulacions, el tractat reconeixia "la plena i completa independència i autonomia de Corea", i posava fi a la relació tributària de Corea amb la Dinastia Qing xinesa, la qual cosa dugué a la proclamació de la plena independència de Corea de Joseon el 1895.

## Reformes
Les reformes s'aconseguiren en tres etapes:

### Primeres reformes
Les primeres reformes es feren entre juliol i octubre del 1894, basant-se en el projecte de reforma presentat per l'ambaixador japonés, Ōtori Keisuke (大鳥圭介
). Abans, el projecte de reforma havia estat rebutjat per la cort de Joseon i la Dinastia Qing. Com que el Japó se centrà més en la Guerra Sino-japonesa, moltes de les primeres reformes reflectien les mesures desitjades pels membres progressistes del consell, i fins i tot algunes de les exigències dels pagesos de la Revolució camperola de Donghak no hi van passar desapercebudes. El Consell aprovà 210 projectes de llei de reforma de Kim Hong-jip. En aquesta primera etapa n'hi hagué poca interferència del Japó.
S'aprovaren 210 articles; el més notable fou la reestructuració del govern central, que reduïa les responsabilitats del rei i donava més poder al Uijeongbu. El sistema gwageo fou abolit i es reemplaçà per un sistema burocràtic japonés. Se centralitzà l'administració financera, es revisà el sistema tributari; un nou sistema monetari permetia l'ús de la moneda japonesa, i el sistema de mesures se substituí pel del Japó.
També s'abordaren altres reformes socials. Es va prohibir la discriminació basada en el sistema de classes, l'esclavitud, el matrimoni de menors, i es concedí a les vídues el dret a tornar a casar-se. Aquestes reformes canviaren el sistema feudal tradicional que s'havia seguit durant centenars d'anys.

### Segones reformes
El segon període de reformes es feu des de desembre del 1894 fins al juliol del 1895. El Japó tancà Gunguk Gimucheo al desembre del 1894, quan el resultat de la Guerra Sino-japonesa s'inclinava al seu favor, i imposà un nou gabinet de coalició format per Kim Hong-jip i Park Yung-hio. El gabinet presentà una nova llei, Hongbeom 14jo (홍범 14조, 'Regles exemplars'), que proclamava la ruptura de la relació subordinada a la Xina, l'abolició del nepotisme governamental i la reestructuració de les oficines estatals i les seues funcions.
Amb aquesta llei com a fonament es van aprovar 213 nous articles. Es van instal·lar noves oficines tributàries en tot l'estat per a supervisar els afers fiscals, es van revisar i modernitzar els sistemes militars i policials, i es canvià el sistema judicial amb nous tribunals i codis.
Les segones mesures de reforma s'aturaren quan Park Yung-hio, que les havia impulsades, fugí al Japó després d'haver estat acusat de traïció pels contraris a aquestes les reformes.

### Assassinat de la reina Min, 1895
El ministre japonés a Corea, Miura Gorō, va ordir un complot contra la reina Min (que després seria l'emperadriu Myeongseong) i el 8 d'octubre del 1895 fou assassinada per agents japonesos. El 2001 es van trobar informes russos sobre l'assassinat en els arxius del Ministeri d'Afers Exteriors de la Federació Russa. Els documents incloïen el testimoniatge del rei Gojong i testimonis de l'assassinat, i l'informe de Karl Ivanovich Weber a Aleksey Lobanov-Rostovsky, el ministre d'Afers Exteriors de Rússia. Weber era llavors l'encarregat de negocis de la legació russa a Seül. Segons un testimoni rus, Seredin-Sabatin (Середин-Cабатин), que era un empleat del rei coreà, un grup d'agents japonesos entrà a Gyeongbokgung, mataren la reina Min i profanaren el seu cos a l'ala nord del palau.
Quan va rebre la notícia, Heungseon Daewongun tornà al palau real el mateix dia. L'11 de febrer del 1896 el rei Gojong i el príncep hereu es traslladaren de Gyeongbokgung a la legació russa de Jeong-dong, Seül, des d'on governaren durant un any.
Enmig del desordre polític de la Dinastia Joseon en aquest moment, alguns acadèmics de Seonbi mobilitzaren voluntaris per a lluitar contra la influència estrangera sobre el govern. Això també provocà l'alçament dels exèrcits d'Eulmi destinats a venjar l'assassinat de la reina Min.

### Terceres reformes
Estimulat per l'assassinat de la reina i els aldarulls posteriors, el govern, dirigit per un nou gabinet progressista encapçalat per Kim Hong-jip i Yu Kil-chun, feu reformes des d'octubre del 1895 fins a febrer del 1896. Es creà un organisme de reforma especial, Gunguk Gimucheo ('Consell Deliberant'). S'abandonà el calendari lunar en favor del modern calendari solar gregorià, la designació oficial d'anys de regnat independents de la tradició xinesa, la creació d'un servei postal, la introducció d'escoles primàries i un nou sistema educatiu i la renovació del sistema militar.
La reforma més controvertida en aquest moment fou la "Llei dels cabells curts", la finalitat dels quals era la d'eliminar el sangtu masculí tradicional coreà i reformar la vestimenta tradicional. Desencadenà moltes protestes, sobretot entre els acadèmics conservadors. Havien creat l'Exèrcit Just i havien protestat activament en tot el país, intensificant les protestes després de l'assassinat de la reina Myeongseong el 1895. Després que el rei Gojong i el príncep hereu fugissen a la legació russa el 1896, aquesta oposició tingué com a resultat l'assassinat de Kim Hong-jip i altres membres del gabinet, i les reformes es deturaren.

### Principals disposicions de la Reforma Gabo
La Reforma Gabo fou semblant a la Restauració Meiji del Japó i va produir aquests canvis:
1. Corea és un estat sobirà (és a dir, completament independent de la interferència externa de la Xina).
2. Queda abolida la societat jeràrquica (sistema de classes). S'eliminen els privilegis de les classes Yangban.
3. Als que tinguen talent se'ls ha de permetre estudiar i ser nomenats per a funcions governamentals basant-se únicament en el mèrit, independentment de la classe social.
4. L'exèrcit ha d'establir-se sobre la base del servei militar obligatori, independentment de l'origen. S'estableix una força policial i un exèrcit moderns.
5. Tots els documents oficials han d'estar escrits en hangul i no en hanja (caràcters xinesos).
6. Treballar el cuir, actuar, etc., ja no s'han de considerar treballs degradants, i les persones que els realitzen ja no són pàries.
7. Es farà un sistema sòlid de gestió fiscal i d'utilització dels recursos fiscals del govern per a crear riquesa.
8. Es prohibeix la tortura de sospitosos i testimonis i s'elimina la culpa per associació (càstig als familiars dels delinqüents).
9. Es posa fi als monopolis mercantils.
10. Es confirma la prohibició de venda d'esclaus a partir del 1886 i s'eliminen totes les formes d'esclavitud legal.
11. L'edat per a contraure matrimoni s'eleva a vint anys per als hòmens i setze per a les dones (i resta prohibit així el matrimoni infantil).

### Protestes per la democràcia i proclamació de l'Imperi de Corea, 1896-1898
Després del Refugi Reial, alguns activistes coreans van establir el Club de la Independència (독립협회, 獨立協會) el 1896. Volien que Corea negociàs amb les potències occidentals, particularment amb Rússia, per a contrarestar la creixent influència del Japó i Rússia. Aquest club havia contribuït a la construcció de la Porta de la Independència i feien reunions periòdiques als carrers de Jongno; exigien reformes democràtiques i la fi de la influència japonesa i russa en els afers coreans. A l'octubre del 1897, el rei Gojong va decidir tornar al seu altre palau, Deoksugung, i proclamà la fundació de l'Imperi de Corea. Durant aquest període, el govern coreà dugué a terme una política d'occidentalització. No fou pas, però, una reforma duradora i el Club de la Independència es dissolgué el 25 de desembre del 1898, quan l'emperador Gojong anuncià oficialment la prohibició d'assemblees no oficials.